# Milà-Sanremo 1910
La Milà-Sanremo 1910 fou la 4a edició de la Milà-Sanremo. La cursa es disputà el 3 d'abril de 1910, sota unes condicions climatològiques infernals. El fred, la pluja i la neu van fer que dels 63 ciclistes que van prendre part en la cursa sols 4 l'acabessin. El vencedor final el francès Eugène Christophe.
Luigi Ganna, que havia acabat la cursa en segona posició fou desqualificat per haver estat sorprès agafant una motocicleta. El cinquè classificat, Piero Lampaggi també fou desqualificat, mentre que Sante Goi, que acabà setè arribà fora de control.

## Classificació final
|   | Ciclista          | Equip | Temps        |
| - | ----------------- | ----- | ------------ |
| 1 | Eugène Christophe | -     | 12h 24' 00"  |
| 2 | Giovanni Cocchi   | -     | + 1h 01' 00" |
| 3 | Giovanni Marchese | -     | + 1h 17' 00" |
| 4 | Enrico Sala       | -     | + 2h 06' 00" |